# Wyszczi Wereszczaky
Wyszczi Wereszczaky (ukr. Вищі Верещаки) – wieś na Ukrainie, w obwodzie kirowohradzkim, w rejonie kropywnyckim, w hromadzie Ołeksandriwka. W 2001 roku liczyła 848 mieszkańców.